# Ecua moluccensis
Ecua es un género monotípico de fanerógamas de la familia Apocynaceae. Contiene  una única especie: Ecua moluccensis D.J.Middleton. Es originaria de las Molucas.

## Taxonomía
Ecua moluccensis fue descrito por David John Mabberley y publicado en Blumea 41: 34. 1996.